# Alex Mooney
Alexander Xavier Mooney, detto Alex (Washington, 7 giugno 1971), è un politico statunitense, membro della Camera dei Rappresentanti per lo stato della Virginia Occidentale dal 2015 al 2025.

## Biografia
Figlio di una rifugiata cubana e di un uomo di origini irlandesi, Mooney nacque a Washington e crebbe nel Maryland. Durante gli studi al Dartmouth College si candidò per un seggio della legislatura statale del New Hampshire con il Partito Repubblicano ma perse le elezioni. Negli anni successivi divenne un collaboratore del deputato Roscoe Bartlett e aderì ai Cavalieri di Colombo.
Nel 1998 venne eletto all'interno del Senato di stato del Maryland e fu riconfermato per altri due mandati nel 2002 e nel 2006, finché venne sconfitto nel 2010 dall'avversario democratico. Poco dopo la sconfitta, venne eletto presidente del Partito Repubblicano del Maryland e occupò la carica per i successivi tre anni. Nel 2012 si mostrò inizialmente interessato a candidarsi alla Camera dei Rappresentanti per il seggio occupato dal suo ex datore di lavoro Roscoe Bartlett, ma alla fine decise di non concorrere e collaborò con lo staff di Bartlett, che tuttavia venne sconfitto.
Due anni dopo, Mooney si candidò per il seggio ma fu costretto a ritirarsi per aver violato le norme etiche che impediscono ai collaboratori di un deputato di concorrere per succedergli se sono ancora stipendiati da lui: in questo caso Mooney risultava ancora ufficialmente un impiegato di Bartlett. Di conseguenza, Mooney si trasferì nella Virginia Occidentale e si candidò alle elezioni per il seggio lasciato dalla deputata repubblicana Shelley Moore Capito, candidatasi al Senato. Questa mossa di Mooney fu aspramente criticata dall'opposizione, che lo accusò di essere un carpetbagger. Nonostante ciò, Mooney riuscì a vincere di misura le elezioni e divenne così il primo latinoamericano eletto al Congresso dalla Virginia Occidentale.
Ideologicamente Mooney è un repubblicano di vedute conservatrici ed è sostenuto dal Tea Party.